# Walk on the Wild Side: The Best of Lou Reed
| Recensione               | Giudizio |
| ------------------------ | -------- |
| AllMusic                 | [ 1 ]    |
| Christgau's Record Guide | A−       |

Walk on the Wild Side: The Best of Lou Reed è la prima raccolta di canzoni di Lou Reed. Contiene Nowhere At All, una canzone precedentemente disponibile solo come b-side del singolo Charley's Girl del 1976, brano tratto dall'album Coney Island Baby.
Il disco venne pubblicato dalla RCA Records dopo il termine del contratto che legava Reed alla casa discografica nel 1976. È stato ripubblicato su compact disc il 25 ottobre del 1990.
In copertina compaiono diverse polaroid di Lou Reed in compagnia di Rachel, il travestito con cui il musicista ebbe una intensa e lunga relazione durante gli anni settanta.

## Tracce
1. Satellite of Love – 3:40
2. Wild Child – 4:37
3. I Love You – 2:18
4. How Do You Think It Feels – 3:08
5. New York Telephone Conversation – 1:32
6. Walk on the Wild Side – 4:13
7. Sweet Jane (live) – 4:29
8. White Light, White Heat (live) – 5:01
9. Sally Can't Dance – 2:53
10. Nowhere At All – 3:11
11. Coney Island Baby – 6:36